# Strand Magazine

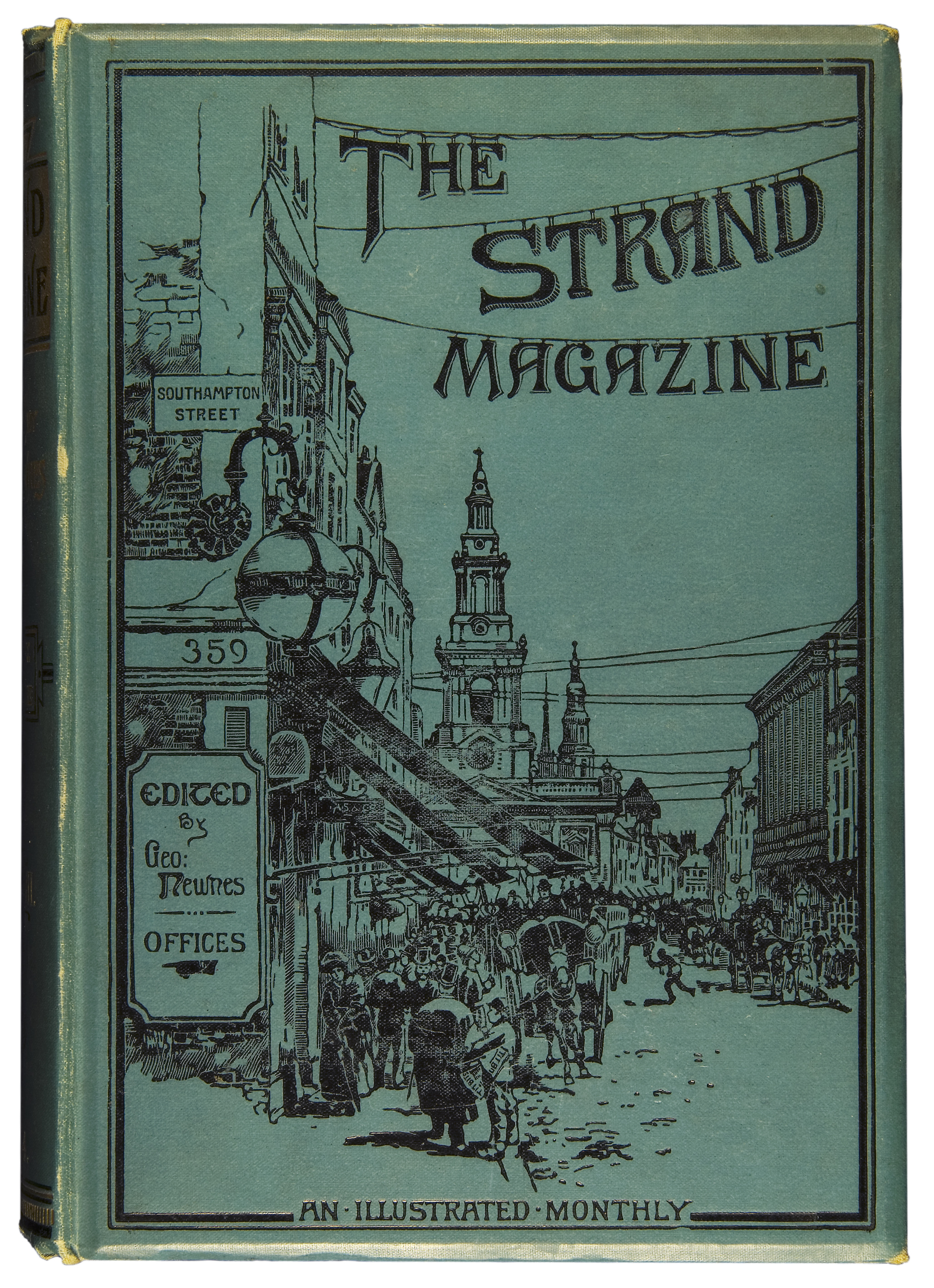
Volumul legat al The Strand Magazine pentru perioada ianuarie-iulie 1894 cu celebra copertă realizată de George Charles Haité.

The Strand Magazine a fost o revistă britanică lunară, fondată de George Newnes, în care s-au publicat în foileton romane de ficțiune și articole de presă. Ea a fost publicată în Marea Britanie din ianuarie 1891 până în martie 1950, ajungând la un numărul 711, deși primul număr a fost de vânzare înainte de Crăciunul anului 1890. 
Publicarea aventurilor și anchetelor lui Sherlock Holmes, operele lui Sir Arthur Conan Doyle, i-a conferit o celebritate mondială în istoria presei. Ea a fost denumită familiar "The Strand".

## Popularitate
Primul număr al revistei The Strand a fost distribuit în realitate înainte de Crăciunul anului 1890. Popularitatea sa imediată a fost evidențiată de vânzarea primelor numere în aproape 300.000 exemplare. Tirajul a crescut constant până la aproximativ 500.000 exemplare, menținându-se la acest cotă până în anii 1930. Ea a fost condusă inițial de Herbert Greenhough Smith din 1891 și până în 1930, iar ultimul său director a fost Douglas Edward Macdonald Hastings, eminent corespondent de război.

## Opere de ficțiune publicate în The Strand
Povestirile cu Sherlock Holmes scrise de Arthur Conan Doyle au fost inițial publicate în The Strand cu ilustrații realizate de Sidney Edward Paget au fost publicate. Odată cu Câinele din Baskerville, roman publicat în foileton și care marca revenirea lui Sherlock Holmes după dispariția sa în Cascadele Reichenbach - vânzările au doborât toate recordurile. Cititorii au stat la coadă în fața centrelor de vânzare a revistei pentru a pune mâna pe un exemplar.
Aventurile lui A.J. Raffles - «gentlemanul spărgător», echivalentul britanic al lui Arsène Lupin de Maurice Leblanc - scrise de Ernest William Hornung au fost publicate în "The Strand" tot în anii 1890. Printre scriitorii care au publicat în paginile sale figurează Grant Allen, Margery Allingham, H.G. Wells, E.C. Bentley, Agatha Christie, C.B. Fry, Walter Goodman, E. Nesbit, W.W. Jacobs, Rudyard Kipling, Arthur Morrison, Dorothy L. Sayers, Georges Simenon (traduceri), Edgar Wallace, Max Beerbohm, P.G. Wodehouse, Dornford Yates și chiar Winston Churchill. Până și Regina Victoria a Marii Britanii - care a fost eleva pictorului peisagist William Leighton Leitch - a autorizat publicarea unuia dintre desenele sale făcute pentru unul dintre copiii săi.

## Jocuri distractive
Pe lângă multele povestiri de toate genurile (polițiste, romantice, de aventuri, de anticipație etc.) și ilustrații, The Strand a fost, de asemenea, cunoscută ca una dintre primele reviste care au publicat jocuri logice, în rubrica "Perplexități", realizată la început de Henry Dudeney. Dudeney a introdus multe concepte noi în lumea jocurilor de tip puzzle, inclusiv primul puzzle cu cifre încrucișate, în 1926. În același an, Dudeney a scris un articol, "The Psychology of Puzzle Crazes", reflectând și analizând cererea pentru astfel de creații. El a realizat rubrica Perplexități din 1910 și până la moartea sa în 1930. G.H. Savage a devenit realizatorul rubricii, iar curând i s-a alăturat William Thomas Williams (W.T. Williams), care, în 1935 a publicat cele mai cunoscute puzzle-uri cu cifre încrucișate de astăzi. Puzzle-ul a primit multe denumiri, cea inițială fiind The Little Pigley Farm. El este de asemenea cunoscut ca Dog's Mead, Little Pigley, Little Piggly Farm, Little Pigsby, Pilgrims’ Plot sau Dog Days.

## Coperta
Coperta desenată a revistei, cu o ilustrație a părții de est a străzii Strand către Biserica St Mary-le-Strand și cu titlul suspendat pe firele de telegraf, a fost opera artistului și designerului victorian George Charles Haité. Ilustrația copertei inițiale prezenta o placă stradală cu numele Burleigh Street, sediul inițial ale birourilor revistei. Literele de pe placă în designul lui Haité au fost ulterior schimbate când Newnes a mutat adresa revistei pe Southampton Street. O variantă a aceluiași design a fost realizată pentru coperta revistei cu un titlu apropiat, The Strand Musical Magazine.

## Sfârșitul
După trecerea în octombrie 1941 la un format "de buzunar", care nu a mai fost așa de popular, scăderea permanentă a vânzărilor, costurile în continuă creștere și apariția pe piața britanică a revistelor americane de tip pulp din vremurile dificile ce au urmat celui de-al doilea război mondial au determinat încetarea apariției revistei Strand Magazine în martie 1950. Ultimul său editor a fost Macdonald Hastings, care se distinsese anterior pe postul de corespondent de război și apoi ca reporter TV și realizator de benzi desenate la revista Eagle.
În 1998, a început să se editeze din nou revista The Strand', fiind publicate în paginile sale operele unor renumiți scriitori cum ar fi John Mortimer, Ray Bradbury (povestiri SF), Alexander McCall Smith, Ruth Rendell, Colin Dexter (anchetele inspectorului Morse) și Edward Hoch.

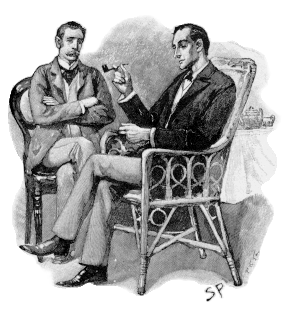
O ilustraţie holmesiană a lui Sidney Edward Paget.

## Cronologia publicării anchetelor lui Sherlock Holmes în The Strand
Listă stabilită de către Société Sherlock Holmes de France
07/1891 » Scandal în Boemia
08/1891 » Liga roșcaților
09/1891 » Un caz de identitate
10/1891 » Misterul din Valea Boscombe
11/1891 » Cei cinci sâmburi de portocală
12/1891 » Omul cu buza strâmbă
01/1892 » Aventura rubinului albastru
02/1892 » Aventura bandei pătate
03/1892 » Aventura degetului cel mare al inginerului
04/1892 » Aventura burlacului nobil
05/1892 » Enigma diademei de berile
06/1892 » Aventura de la „Fagii de Aramă”
12/1892 » Stea-de-Argint
01/1893 » Aventura cutiei de carton
02/1893 » Fața galbenă
03/1893 » Funcționarul agenției de bursă
04/1893 » Vasul „Gloria Scott”
05/1893 » Ritualul Musgrave
06/1893 » Enigma din Reigate
07/1893 » Povestea cocoșatului
08/1893 » Pacientul rezident
09/1893 » Traducătorul de greacă
10/1893 » Tratatul naval (octombrie - noiembrie 1893)
12/1893 » Ultima problemă
08/1901 » Câinele din Baskerville (august 1901 - mai 1902)
10/1903 » Casa pustie
11/1903 » Constructorul din Norwood
12/1903 » Omuleții dansatori
01/1904 » Biciclistul singuratic
02/1904 » Școala de stareți
03/1904 » Peter „Cel Negru”
04/1904 » Aventura lui Charles Augustus Milverton
05/1904 » Cei șase Napoleoni
06/1904 » Cei trei studenți
07/1904 » Ochelarii de aur
08/1904 » Fundașul dispărut
09/1904 » Aventura de la Abbey Grange
12/1904 » Cea de-a doua pată
08/1908 » Aventura din Wisteria Lodge (august - septembrie 1908)
12/1908 » Planurile Bruce-Partington
12/1910 » Copita dracului
03/1911 » Cercul roșu (martie - aprilie 1911)
12/1911 » Cum a dispărut lady Frances Carfax
11/1913 » Detectivul muribund (noiembrie - decembrie 1913)
09/1914 » Valea terorii (septembrie 1914 - mai 1915)
09/1917 » Ultima reverență
10/1921 » Cazul diamantului Mazarin
02/1922 » Problema podului Thor (februarie - martie 1922)
03/1923 » Aventurile omului-maimuță
01/1924 » Vampirul din Sussex
01/1925 » Aventura celor trei Garrideb
10/1926 » Aventură în casa cu trei frontoane
11/1926 » Aventura soldatului alb ca varul
12/1926 » Coama leului
01/1927 » Povestea bătrânului fabricant de vopsea
02/1927 » Aventura chiriașei cu văl
04/1927 » Aventuri pe domeniul Shoscombe (ultima sa operă publicată)

## Alte opere ale lui Arthur Conan Doyle în The Strand
Anchetele celebrului său detectiv nu sunt singurele opere pe care Arthur Conan Doyle le-a publicat în paginile revistei Strand. El a publicat acolo și foiletoane istorice (între care povestirile despre Brigadierul Gerard din perioada napoleoniană) și mai ales aventurile în stil vernian ale profesorului Challenger.
12/1894 » How Brigadier Gerard Won his Medal
07/1895 » How the Brigadier Came to the Castle of Gloom
01/1897 » Life on a Greenland Whaler. A Record of Personal Adventures in Arctic Seas
07/1898 » The Man with the Watches
08/1898 » The Lost Special
10/1998 » The Black Doctor (seria Round the Fire)
11/1898 » The Story of the Club-Footed Grocer (seria Round the Fire)
12/1898 » The Story of the Brazilian Cat (seria Round the Fire)
02/1899 » The Professor Had a Key (seria Round the Fire, nuvelă apărută sub titlul "The Jew’s Breastplate" în reeditarea din 1908)
04/1899 » The Story of the Latin Tutor (seria Round the Fire)
05/1899 » The Story of the Brown Hand (seria Round the Fire)
10/1899 » The Croxley Master (octombrie - decembrie 1899)
04/1912 » O lume dispărută (foileton apărut în perioada aprilie - noiembrie 1912)- serie de aventuri ale prof. Challenger
03/1913 » Centura otrăvită (foileton apărut în perioada martier - iulie 1913)
09/1913 » How It Happened
11/1913 » The Horror of the Heights
12/1920 » Fairies Photographed (reportaj, basmele Cottingley)
12/1921 » The Nightmare Room

## Alți mari autori publicați în The Strand

### Herbert George Wells
04/1904 » Țara orbilor